# AUKUS
AUKUS (en inglés: Australia-United Kingdom-United States) conocido también como Aukus, es una alianza estratégica militar entre tres países de la angloesfera: Australia, Reino Unido y Estados Unidos. Se anunció públicamente el 15 de septiembre de 2021 para la región del Indo-Pacífico.
Según el pacto, Estados Unidos y el Reino Unido ayudarán a Australia a adquirir submarinos de propulsión nuclear. Aunque el anuncio conjunto del primer ministro australiano Scott Morrison, el primer ministro británico Boris Johnson y el presidente estadounidense Joe Biden no mencionaron ningún otro país por su nombre, fuentes anónimas de la Casa Blanca han alegado que está diseñado para contrarrestar la influencia de China en la región del Indo-Pacífico. Sin embargo, Johnson dijo más tarde al parlamento que la medida no tenía la intención de ser contradictoria con China.
El pacto también incluye la cooperación en «capacidades cibernéticas, inteligencia artificial, tecnologías cuánticas y capacidades submarinas adicionales». Según el pacto, Australia adquirirá nuevas capacidades de ataque de largo alcance para su fuerza aérea, marina y ejército. El pacto se centrará en la capacidad militar, separándolo de la alianza de intercambio de inteligencia Cinco Ojos que también incluye a Nueva Zelanda y Canadá.
El 17 de septiembre de 2021, Francia, aliada de los tres países, retiró a sus embajadores de Australia y Estados Unidos; el ministro de Relaciones Exteriores francés, Jean-Yves Le Drian, calificó el pacto como una «puñalada por la espalda» tras la cancelación por parte de Australia de un acuerdo de submarinos franco-australiano por valor de 56 000 millones de euros (90 000 millones de dólares australianos) sin previo aviso, poner fin a los esfuerzos para desarrollar una asociación estratégica más profunda entre Francia y Australia.
Recientemente se ha propuesto que AUKUS se dote de un sistema de organización y despliegue militar similar a la OTAN, pero en este caso en el Pacífico. El cuartel general de AUKUS estaría en Sídney y los miembros serían los actuales, es decir, Estados Unidos, Reino Unido y Australia, a los que formalmente se sumaría la invitación como potencial miembro a Japón.

## Firma de acuerdos
Tras los acuerdos firmados por los líderes involucrados en la alianza, se ha determinado en fortalecer militar y logísticamente a Australia de todos los equipamientos para poder encarar las amenazas que están proviniendo de China, tales como la guerra informática, guerra híbrida, guerra submarina y por si podría en un futuro reemplazar a la existente alianza del ANZUS, entre Estados Unidos, Nueva Zelanda y Australia, eso si vetando al ejército australiano que tenga en sus submarinos armas nucleares.

## Fortalecimiento

Territorios y aguas territoriales de Australia (amarillo), el Reino Unido (azul) y los Estados Unidos (verde), incluidas las respectivas reclamaciones antárticas de Australia y el Reino Unido.

Dicho acuerdo viene a fortalecer muchos tratados en el Asia-Pacífico en los que están involucrados los Estados Unidos, como por ejemplo la alianza de los Cinco Ojos, de la cual forman parte Australia, Canadá, Estados Unidos, Nueva Zelanda y Reino Unido.
El 22 de noviembre de 2021, Australia, EE. UU. y el Reino Unido firmaron el tratado de Acuerdo de Intercambio de Información de Propulsión Nuclear Naval (ENNPIA). El tratado permite la divulgación de información por parte de EE. UU. y el Reino Unido a Australia y su uso. La Ley de Energía Atómica de 1946 restringe a EE. UU. para compartir información sin un acuerdo y el Reino Unido también está restringido por el Acuerdo de Defensa Mutua entre EE. UU. y el Reino Unido de 1958, a menos que esté autorizado. El tratado fue aprobado en Australia por el Comité Permanente Conjunto sobre Tratados del Parlamento, en el Reino Unido por el Parlamento y en los EE. UU. por el Congreso. El tratado ENNPIA entró en vigor el 8 de febrero de 2022.
El 31 de agosto de 2022, el Reino Unido anunció que los submarinistas australianos recibirían entrenamiento a bordo del HMS Anson, un submarino de clase Astute que se puso en servicio ese mismo día.
El 8 de marzo de 2023, funcionarios estadounidenses informaron que Australia compraría tres submarinos nucleares de la clase Virginia, con la opción de adquirir otros dos más. Estos submarinos cubrirían la brecha de capacidad cuando se retiren los barcos de la clase Collins. Una solución a más largo plazo implicará que Australia y el Reino Unido desarrollen conjuntamente un nuevo submarino basado en el diseño SSN(R) que ya está en desarrollo.

## Reacciones al acuerdo

Territorios y ZEE de Francia, excluida su reclamación antártica. Una gran proporción de los territorios franceses de ultramar se encuentran en la región del Indo-Pacífico.

En Australia no todo ha sido bienvenido el acuerdo, debido a la oposición que ha emergido de ella, en especial de parte del líder opositor Anthony Albanese del Partido Laborista Australiano, diciendo que Australia apoyaría la construcción de los submarinos nucleares siempre que no se requiera tener una industria nuclear civil nacional, no poseer armas nucleares, y que el acuerdo sea consistente con las responsabilidades de Australia bajo el Tratado de No Proliferación Nuclear, en el cual dicho país debe obedecer los mandatos del acuerdo.
Pero al acuerdo ha encontrado muchos adeptos, entre los cuales esta el ex primer ministro de Australia, Tony Abbott, en el cual ha mostrado su complacencia por el cual ha dicho que su país esta en la capacidad de trabajar codo a codo con Estados Unidos con miras a contener a China, en el cual este último país se ha mostrado reacio y por si agresivo al cristalizarse el acuerdo.
En el lado europeo, especialmente en la Unión Europea y Francia, las críticas están arreciando debido a que Francia se ha opuesto a la firma del acuerdo, porque entre Francia y Australia han tenido firmado acuerdos de construcción de submarinos en el cual el presidente francés Emmanuel Macron se mostró molesto, diciendo que el acto que hizo el señor Biden, es digno de lo que ha mostrado su predecesor Donald Trump en no avisar a sus aliados europeos y franceses.
Desde el gobierno chino continental emitieron un comunicado a través de su Ministerio de Relaciones Exteriores, expresando que dicho acuerdo les parece «extremedamente irresponsable», tensionando aún más la relaciones australo-chinas, cuya situación de tirantez se había acrecentado durante la pandemia de COVID-19. Por su parte, el vicepresidente de Taiwán, Lai Ching-te, dijo que este acuerdo es de lo mejor que ha sucedido en dicha región que tiene como propósito traer seguridad, prosperidad y paz a la región, en el cual ha sido bienvenido por la entonces primera ministra neozelandesa Jacinda Ardern, diciendo que, más que nada, ese acuerdo permite a la región prosperar económicamente. Pero Nueva Zelanda continuará a prohibir la presencia de embarcaciones nucleares en sus aguas territoriales.
Utilizar la tecnología americana actual implica la exportación de uranio enriquecido a nivel militar.